# Clásica de San Sebastián 1999
La 19º edición de la Clásica de San Sebastián se disputó el 7 de agosto de 1999, por un circuito por Guipúzcoa con inicio y final en San Sebastián, sobre un trazado de 230 kilómetros. La prueba perteneció a la Copa del Mundo
El ganador de la carrera fue el italiano Francesco Casagrande (Vini Caldirola), que se impuso con 43 segundos de ventaja sobre el pelotón encabezado por el belga Rik Verbrugghe(Lotto-Adecco) y el italiano Giuliano Figueras (Mapei), que fueron segundo y tercero respectivamente.

## Clasificación final
| Posición | Ciclista             | Equipo             | Tiempo   |
| -------- | -------------------- | ------------------ | -------- |
| 1        | Francesco Casagrande | Vini Caldirola     | 5h15'29" |
| 2        | Rik Verbrugghe       | Lotto              | a 43"    |
| 3        | Giuliano Figueras    | Mapei              | s.t.     |
| 4        | Andrei Tchmil        | Lotto              | s.t.     |
| 5        | Salvatore Commesso   | Saeco              | s.t.     |
| 6        | Francisco Mancebo    | Banesto            | s.t.     |
| 7        | Erik Dekker          | Rabobank           | s.t.     |
| 8        | Maximilian Sciandri  | Française des Jeux | s.t.     |
| 9        | Michael Boogerd      | Rabobank           | s.t.     |
| 10       | Massimiliano Mori    | Saeco              | s.t.     |